# Classe Delhi
La classe Delhi è una classe  di cacciatorpediniere lanciamissili della Marina militare dell'India, composta da tre unità entrate in servizio tra il 1997 e il 2001.
Le più grandi unità realizzate dai cantieri navali indiani fino a quel momento, i Delhi sono grosse unità concepite per fungere da navi ammiraglie dei gruppi da combattimento di superficie della Marina indiana.

## Caratteristiche

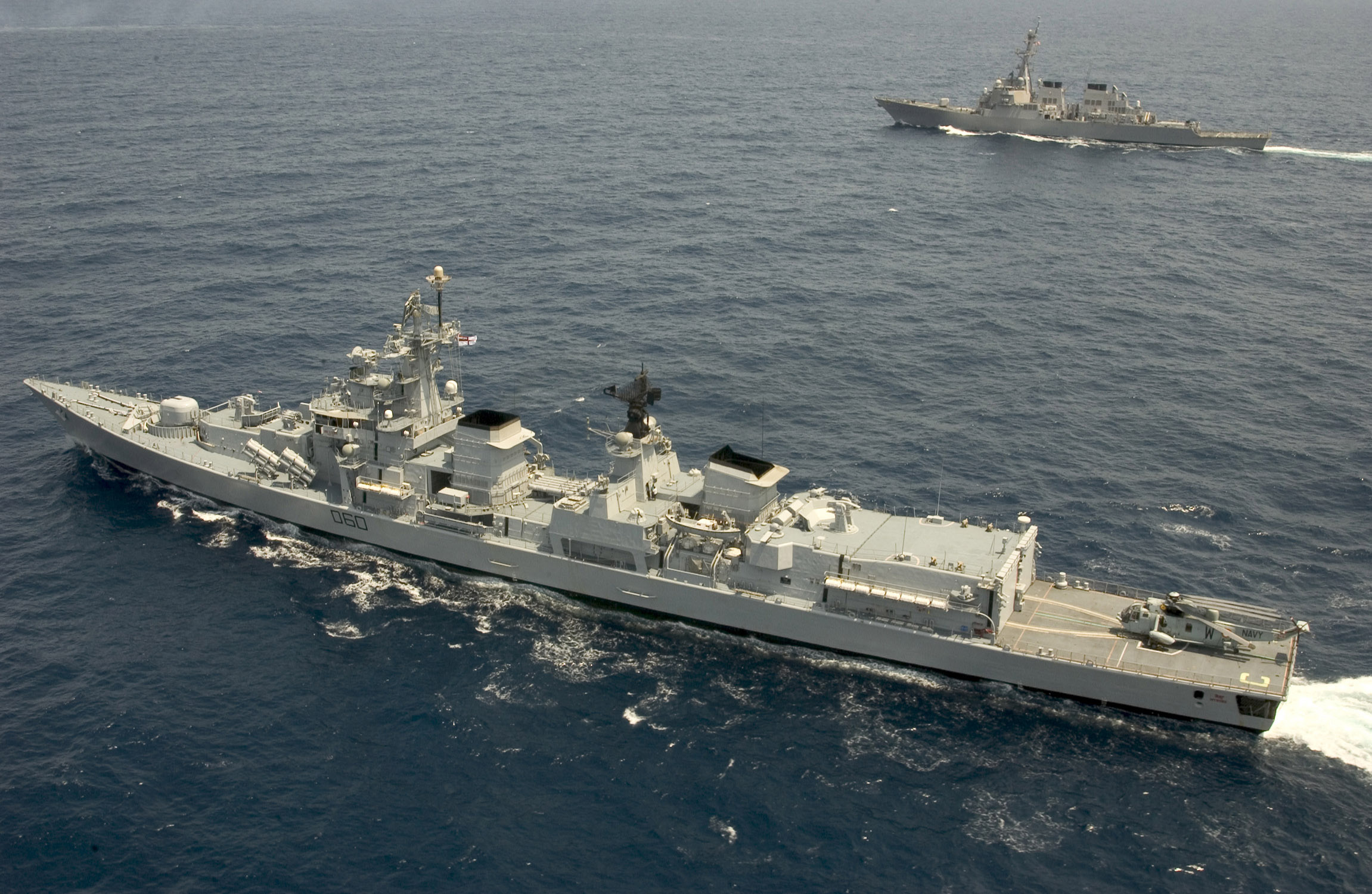
Il Mysore fotografato dall'alto nel 2007, durante una navigazione in coppia con il cacciatorpediniere statunitense USS Fitzgerald (in secondo piano); sul ponte di volo poppiero è presente un elicottero Sea King.

La progettazione dei classe Delhi iniziò negli anni 1980 con l'assistenza delle autorità sovietiche; la prima unità fu impostata nel 1987 nei cantieri della Mazagon Dock Shipbuilders di Mumbai, ma la dissoluzione dell'Unione Sovietica e il fatto che i cantieri sovietici impegnati nella fornitura di alcuni componenti vitali erano ora passati sotto il controllo di un nuovo Stato indipendente, l'Ucraina, fecero ritardare di molto la realizzazione delle unità: il capoclasse Delhi venne varato nel 1991 ma entrò ufficialmente in servizio solo sei anni più tardi, nel 1997. Il collasso dell'URSS obbligò gli indiani a diversificare i loro canali approvvigionamento militare, e i classe Delhi si rivelarono uno strano connubio di apparati dall'origine più disparata: i sistemi d'arma erano russi, l'apparato motore ucraino, i radar olandesi, i sonar canadesi e i sistemi elettronici francesi e italiani.
I Delhi fondamentalmente riprendono le linee generali dei precedenti cacciatorpediniere classe Rajput, con un ponte continuo e le sovrastrutture rappresentate (procedendo da prua verso poppa) da una tuga, da un torrione di comando che ingloba un albero a sezione piramidale, da due fumaioli intervallati da un secondo albero, da un hangar per il ricovero dei mezzi aerei dell'unità e da un ponte di volo. Equipaggiati con un sistema completo di protezione NBC, i Delhi sono divisi internamente in sei "cittadelle" dotate di sistemi di alimentazione elettrica e di comunicazione indipendenti. Lo scafo è lungo fuori tutto 163 metri e largo 17 metri, per un pescaggio di 6,5 metri e un dislocamento standard di 5.000 tonnellate che sale a 6.700 tonnellate con la nave a pieno carico di combattimento. L'equipaggio ammonta a 360 tra ufficiali e marinai.

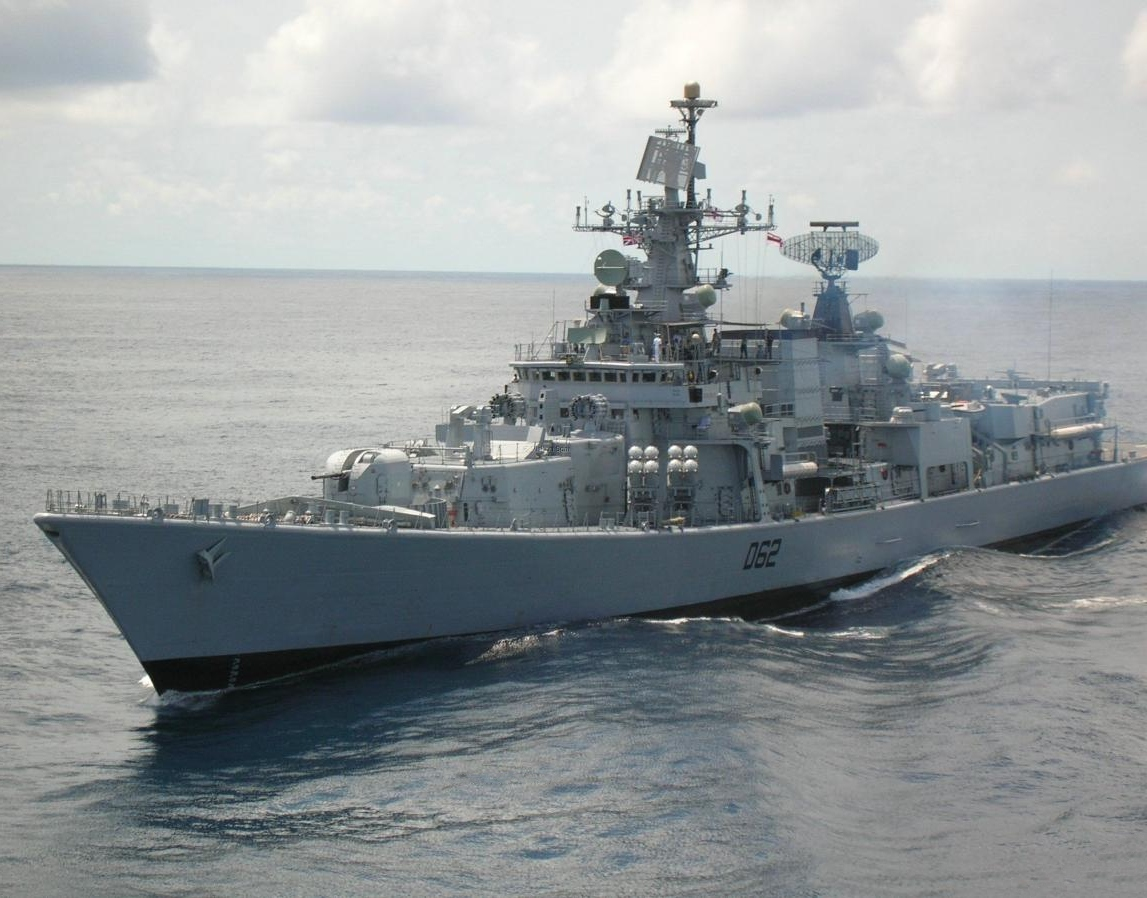
Il Mumbai visto di prua

L'apparato motore è di tipo COGAG con 4 turbine Zorya-Mashproekt DT-59 prodotte a Mykolaïv in Ucraina; la potenza complessiva è di 82.820 shp, e garantisce una velocità massima di 32 nodi e un'autonomia di 5.000 miglia a 18 nodi.
L'armamento di artiglieria verte su un cannone AK-100 calibro 100 mm installato in una torre a prua e su quattro impianti CIWS tipo AK-630 a sei canne rotanti da 30 mm per la difesa antiaerea e antimissile a corta distanza. I sistemi missilistici comprendono quattro lanciatori quadrupli per missili antinave Kh-35, collocati a coppie ai due lati del torrione di comando con una dotazione complessiva di 16 missili, e due lanciatori singoli per missili antiaerei a medio raggio Kashmir (la denominazione indiana del sistema Buk russo), collocati uno sulla tuga prodiera e uno sul tetto dell'hangar a poppa con una dotazione complessiva di 48 missili; due unità (il Delhi e il Mysore) sono poi stati dotati di due ulteriori lanciatori per missili antiaerei IAI Barak israeliani con 16 missili in totale. L'armamento anti-sottomarini si basa invece su due impianti tripli di tubi lanciasiluri da 533 mm e due lanciarazzi ASW a 12 canne RBU-6000. L'hangar e il ponte di volo possono ospitare fino a due elicotteri, di solito un Westland Sea King o due HAL Dhruv.

## Unità
Tutte le unità sono state realizzate nel cantiere della Mazagon Dock Shipbuilders di Mumbai.
| Nome             | Impostazione     | Varo             | Entrata in servizio | Status                       |
| ---------------- | ---------------- | ---------------- | ------------------- | ---------------------------- |
| INS Delhi (D61)  | 14 novembre 1987 | 1º febbraio 1991 | 15 novembre 1997    | in servizio attivo (al 2019) |
| INS Mysore (D60) | 2 febbraio 1991  | 4 giugno 1993    | 2 giugno 1999       | in servizio attivo (al 2019) |
| INS Mumbai (D62) | 14 dicembre 1992 | 20 marzo 1995    | 22 gennaio 2001     | in servizio attivo (al 2019) |